# Портрет Алексея Андриановича Протасова
«Портрет Алексея Андриановича Протасова» — картина Джорджа Доу и его мастерской из Военной галереи Зимнего дворца.
Картина представляет собой погрудный портрет генерал-майора Алексея Андриановича Протасова из состава Военной галереи Зимнего дворца.
С начала Отечественной войны 1812 года полковник Протасов числился в лейб-гвардии Конном полку и командовал сводным кирасирским полком в 1-м пехотном корпусе П. Х. Витгенштейна; отличился и в первом, и во втором сражениях под Полоцком. С начала 1813 года возглавлял лейб-гвардии Конный полк, с которым принял участие в Заграничном походе 1813 года, за отличие в Кульмском бою был произведён в генерал-майоры. Далее Протасов командовал Малороссийским кирасирским полком и блестяще проявил себя в Битве народов под Лейпцигом, где был ранен. Завершил своё участие в Наполеоновских войнах при взятии Парижа в 1814 году.
Изображён в генеральском мундире, введённом для кавалерийских генералов 6 апреля 1814 года. На шее кресты ордена Св. Владимира 3-й степени (Е. П. Ренне его ошибочно идентифицирует как 1-й степени) и прусского ордена Красного орла 2-й степени; по борту мундира крест ордена Св. Анны 2-й степени; справа на груди крест ордена Св. Георгия 4-го класса, серебряная медаль «В память Отечественной войны 1812 года» на Андреевской ленте, бронзовая дворянская медаль «В память Отечественной войны 1812 года» на Владимирской ленте и Кульмский крест. С тыльной стороны картины надпись: Protassoff. Подпись на раме: А. А. Протасовъ, Генералъ Маiоръ.
Имя Протасова в списках Комитета Главного штаба по аттестации отсутствует, однако 21 июня 1823 года император Александр I приказал написать его портрет. Гонорар Доу был выплачен 29 декабря 1824 года и 10 августа 1825 года. Готовый портрет был принят в Эрмитаж 7 сентября 1825 года.
В. К. Макаров счёл этот портрет совершенно лишённым сходства с типичными работами Доу. Хранитель британской живописи в Эрмитаже Е. П. Ренне поддержала его мнение.
В 1840-е годы в мастерской И. П. Песоцкого по рисунку И. А. Клюквина с портрета была сделана литография, опубликованная в книге «Император Александр I и его сподвижники» и впоследствии неоднократно репродуцированная.